# Горња Видовска
Горња Видовска је насељено мјесто у Општини Велика Кладуша, Унско-сански кантон, ФБиХ.

## Географија
Горња Видовска се налази у Општини Велика Кладуша, близу насеља Мала Кладуша, удаљена је од ње 4 километра. Налази се на надморској висини од 218 метара. Од Велике Кладуше је ваздушном линијом удаљена око 7.900 метара (7,9 километара). Насељено мјесто је 1991. године имало 852 становника, а 2013. године 811 становника .

## Демографија
| Националност | 1991. | 1981. | 1971. |
| Муслимани    | 844   | 739   | 787   |
| Срби         | 1     | 5     | 1     |
| Хрвати       | 0     | 0     | 9     |
| Југословени  | 0     | 0     | 3     |
| остали       | 7     | 1     | 1     |
| Укупно       | 852   | 745   | 801   |